# Leptogorgia virgea
Leptogorgia virgea är en korallart som först beskrevs av Achille Valenciennes 1855.  Leptogorgia virgea ingår i släktet Leptogorgia och familjen Gorgoniidae. Inga underarter finns listade i Catalogue of Life.